# Пацієнс
Па́цієнс (від лат. patiens — «приймаючий, терплячий, чекаючий») — семантична роль, що представляє учасника ситуації, на якому виконується дія. Протиставляється поняттю агенсу як джерела дії.

## Теорія
Як правило, ситуація позначається реченням, дія — дієсловом у реченні, а пацієнс — іменником.
Наприклад, у реченні «Сергій з’їв сир» пацієнсом виступає сир, агенсом — Сергій. У деяких мовах пацієнс схиляється по відмінках або іншим чином позначається, щоб вказати на його граматичну роль. У японській мові, наприклад, до пацієнса зазвичай додається частка о (хіраґана を) при вживанні з активними перехідними дієсловами та часткою ga (хіраґана が) при вживанні з неактивними неперехідними дієсловами або прикметниками.
Граматичний пацієнс часто плутають з прямим додатком. Проте між ними є суттєва різниця. Пацієнс — семантична властивість, визначена з точки зору значення фрази, тоді як прямий додаток є синтаксичною властивістю, визначеною з точки зору ролі фрази в структурі речення. Наприклад, у реченні «Собака вкусив людину» людина виступає як пацієнсом, так і прямим додатком. У реченні «Людину вкушено собакою», яке має те саме значення, але іншу граматичну структуру, людина все ще є пацієнсом, але тепер виступає суб’єктом фрази.